# 삼양로 (서울)
삼양로(三陽路)는 서울특별시 성북구 길음동 길음역 남단에서 서울특별시 강북구 우이동 우이령길 입구를 잇는 서울특별시의 도로로 길이는 6.7km이다.

## 역사
- 1972년 11월 26일 : 길음동(길음역 남단)~4·19민주묘지입구 간을 삼양로로 명명[1]
- 1977년 일시불명 : 삼양로 전 구간이 개통되었다.
- 1984년 11월 7일 : 화계사입구~4·19민주묘지입구 간을 삼양로에서 분리하고, 4·19민주묘지입구~우이동(우이령길 입구) 간의 백운로(白雲路)를 병합하여 우이동길로 분리
- 2010년 4월 22일 : 삼양로와 우이동길을 합하여 삼양로로 개칭[2]

## 노선
- 성북구 구간: 주차장교차로 - 길음역사거리(동소문로) - 길음사회종합복지관 - 서울미아초등학교 - 서울송천초등학교(삼각산고등학교) - 삼양동사거리 - 삼양사거리역 - 서울삼양초등학교 - 삼양역 - 서울수유초등학교 - 화계역사거리(덕릉로) - 서울우이초등학교 - 가오리역 - 국립4·19민주묘지사거리 - 4.19민주묘지역(덕성여자대학교)
- 도봉구 구간: 도봉도서관(서울백운초등학교, 솔밭근린공원)
- 강북구 구간: 솔밭공원역 - 해등로(청한빌라앞삼거리) - 동아운수버스차고지 - 북한산우이역 - 강북구견인차량보관소

## 연결 도로
- 동소문로
- 덕릉로